# Szent Liga (1332)
Az 1332-es Szent Ligát az Égei-tengeren és Kis-Ázsiában érdekelt keresztény államok hozták létre a törökökkel szembeni hadi fellépés érdekében.

## A szövetség
A Szmirnai Bégség 1329-ben elfoglalta Szmirnát a Genovai Köztársaságtól, és onnan indított rajtaütéseket az Égei-tenger keleti felén. 1332. szeptember 6-án Rodoszon találkoztak a Velencei Köztársaság, a Jeruzsálemi Szent János Ispotályos Lovagrend és a Bizánci Birodalom követei. Megállapodtak, hogy felszerelnek egy húsz gályából álló flottát, amely 1333. április 15-én Negroponténál gyűlik össze. Ez nem sikerült, mert a Krétán kitört zavargások miatt el kellett halasztani a gyülekezést.
VI. Fülöp francia király saját keresztes hadjáratra készült, és 1334 márciusban csatlakozott a ligához. Szintén beszállt a hadi vállalkozásba a Ciprusi Királyság és a Pápai Állam. Megállapodtak egy negyven hajóból álló flotta felállításában, amelyhez tíz gályát a velenceiek, hat-hat egységet pedig a többiek adnak. A bizánciak végül nem csatlakoztak, így 1334 nyarán 34 hajó indult a török hajóforgalom zavarására, a szárazföld fosztogatására Negroponte várkapitánya, Pietro Zeno vezetésével. Legnagyobb sikerük a szeptemberben megvívott edremiti csata volt. A liga 1336/37-ben oszlott fel.